# Dịch tả lợn
Dịch tả lợn (Classical Swine Fever) là bệnh truyền nhiễm do một loại vi rút có cấu trúc RNA thuộc giống Pestis vi rút, họ Flaviridae gây ra cho loài lợn; có tốc độ lây lan rất nhanh, tỷ lệ chết cao, lên đến 90% và thường ghép với bệnh khác như bệnh Phó thương hàn, Tụ huyết trùng, Đóng dấu hay các bệnh do Mycoplasma.
Lợn mắc bệnh ở mọi lứa tuổi, phố biến nhất là lợn con từ 2 - 3 tháng tuổi.

## Tác nhân gây bệnh
Bệnh do một loại vi rút có cấu trúc RNA thuộc giống Pestis vi rút, họ Flaviridae gây ra; đã xác định chỉ có một serotype vi rút Dịch tả lợn. Vi rút tồn tại lâu ở ngoài môi trường, có thể sống sót vài ngày trong phân lợn, vài tháng đến vài năm trong thịt đông lạnh. Tuy nhiên, đây là loại vi rút có sức đề kháng yếu, dễ bị tiêu diệt ở nhiệt độ cao và các chất sát trùng thông thường như xút (NaOH) 2%, nước vôi 5%...

## Lây truyền bệnh
Nguồn lây truyền mầm bệnh là các chất bài tiết, dịch tiết, máu, hạch lâm ba, lách của lợn bệnh chứa vi rút. Những lợn khỏi bệnh sau 2 tháng vẫn bài thải mầm bệnh ra ngoài môi trường làm nguồn lây nhiễm cho cá thể khác.
Lợn lây trực tiếp qua tiếp xúc giữa lợn khỏe với lợn bệnh; hoặc lây gián tiếp qua các chất bài tiết, qua thức ăn, nước uống, dụng cụ chăn nuôi, phương tiện vận chuyển hay do tiếp xúc với các động vật mang mầm bệnh….

## Biểu hiện bệnh
Lợn nhiệm mầm bệnh có thời gian nung bệnh từ 3 - 7 ngày mới phát bệnh. Khi phát bệnh, lợn bệnh có thể xuất hiện một trong 3 thể:
- Thể quá cấp tính, còn gọi là bệnh Dịch tả lợn trắng, xuất hiện đột ngột, lợn không biểu hiện triệu chứng, bệnh tích gì, chỉ ủ rũ, bỏ ăn, sốt cao trên 410C, chết nhanh trong vòng 1 - 2 ngày, tỷ lệ chết có thể lên tới 100%.
- Thể cấp tính, lợn bệnh ủ rũ, biếng ăn hoặc bỏ ăn, sốt cao kéo dài; mắt viêm đỏ có dử, chảy nước mũi; miệng có loét phủ bựa vàng ở lợi, chân răng, hầu; lợn nôn mửa, thở khó, nhịp thở rối loạn; lúc đầu táo bón sau tiêu chảy, phân có mùi thối khắm và có thể lẫn máu tươi. Trên da có nhiều điểm xuất huyết lấm tấm ở tai, mõm, bụng và 04 chân; giai đoạn cuối của bệnh, lợn bị bại liệt 2 chân sau, đi loạng choạng hoặc không đi được. Khi mổ khám, thấy bại huyết; xuất huyết nặng ở các cơ quan nội tạng, hạch amidan; có nốt loét ở  đường tiêu hóa; tụ huyết, xuất huyết phổi, gan, túi mật, dạ dày, nhất là ở đường cong lớn của dạ dày; van hồi manh tràng có những vết loét hình cúc áo, có vòng tròn đồng tâm, bờ vết loét cao phủ bựa vàng; xuất huyết mỡ vành tim, ngoại tâm mạc; lách có hiện tượng nhồi huyết ở rìa làm cho lách có hình răng cưa; thận có nhiều điểm xuất huyết lấm tấm như đầu đinh ghim ở vỏ thận và tủy thận, bể thận ứ máu hoặc có cục máu; niêm mạc bàng quang bị tụ huyết, xuất huyết.
- Thể mạn tính, lợn bệnh tiêu chảy, gầy yếu, chết do kiệt sức; lợn khỏi bệnh có thể mang vi rút, đây là nguồn lây lan bệnh cho cá thể khác. Khi mổ khám, thấy có những vết loét lõm sâu ở ruột, phủ bựa vàng; phổi có thể bị viêm dính vào lồng ngực.[5]